# 克利福德·查爾斯沃思
克利福德·尤金·查爾斯沃思（Clifford Eugene Charlesworth，1931年11月29日－1991年1月28日）是美國國家航空暨太空總署（NASA）於雙子星計畫與阿波羅計畫期間的重要飛行主任之一，曾參與指揮歷史性的阿波羅11號登月任務。

## 生平
查爾斯沃思，1931年11月29日，出生於美國明尼蘇達州紅翼市，成長於密西西比州。他於1958年畢業於密西西比學院，獲得物理學學士學位。早年曾於美國海軍及陸軍潘興飛彈計畫擔任公職人員。1962年，他加入美國國家航空暨太空總署，於德州德州休士頓的載人航天中心（今約翰遜太空中心）工作直至1970年。
查爾斯沃思擔任雙子星11號與12號任務的飛行主任，並參與了阿波羅8號（首度繞月飛行）、阿波羅11號（首次登月）、阿波羅12號（第二次登月）等任務的飛行指揮工作。
1970年至1972年間，他負責管理地球觀測衛星計畫。隨後，他先後出任太空梭計畫酬載部門副主管、約翰遜太空中心副主任，以及太空任務運行部門主管等職務，直至1988年退休。
查爾斯沃思因其對NASA的傑出貢獻，先後獲頒多項榮譽，包括1969年NASA傑出貢獻獎章、1981年NASA卓越領導獎章，以及1982年NASA傑出服務獎章。他亦為美國太空學會（American Astronautical Society）及美國航空航天學會（American Institute of Aeronautics and Astronautics）成員。
1991年1月28日，查爾斯沃思在德州弗蘭茲伍德家中因心臟病發辭世，享年59歲，安葬於德州韋伯斯特的森林公園東公墓，其妻茱爾（Jewell）已於1988年先他而逝。

## 註解
1. 1 2 3 4  . The New York Times. January 31, 1991  [March 8, 2018]. （原始内容存档于2024-12-25）.
2. ↑  Orloff, Richard W.  (PDF). NASA History Series. Washington, D.C.: NASA History Division, Office of Policy and Plans. 2000: 33, 90, 112, 272  [March 4, 2018]. ISBN 0-16-050631-X. LCCN 00061677. OCLC 829406439. NASA SP-2000-4029. （原始内容存档 (PDF)于2022-10-09）.
3. ↑  . Los Angeles Times. January 30, 1991  [March 8, 2018]. （原始内容存档于2024-12-25）.
4. ↑   (PDF), NASA,   [February 28, 2018], （原始内容存档 (PDF)于2016-12-02）
5. ↑  . BillionGraves.   [March 8, 2018]. （原始内容存档于2024-12-25）.